# Awtomobilist Szortandy
Awtomobilist Szortandy (kaz. Автомобилист Шортанды Футбол Клубы) – kazachski klub piłkarski z siedzibą w Szortandy.

## Historia
Klub został założony jako Awtomobilist Szortandy. W 1996 zdobył awans do Wysszej Lidze. W 1997 zajął 11. miejsce, ale w następnym sezonie zrezygnował z dalszych rozgrywek i został zmieniony na Chimik Stepnogorsk.

## Sukcesy
- Priemjer-Liga: 11. miejsce (1997)
- Puchar Kazachstanu: 1/4 finału (1997/98)